# Multi Unit Spectroscopic Explorer
MUSE (Multi Unit Spectroscopic Explorer) è uno spettrografo a campo integrale installato sul fuoco Nasmyth B dell'unità 4 (UT4, Yepun) del Very Large Telescope presso l'osservatorio del Paranal, gestito dall' ESO.
Lo strumento consente di suddividere il campo visivo in 24 segmenti o canali di immagine che vengono ulteriormente suddivisi in 48 sezioni o mini fenditure, per un totale di 1152 mini fenditure. Ogni blocco di 48 mini fenditure viene campionato da una IFU per produrre un insieme di spettri a media risoluzione.